# Уссурийск
Уссури́йск (старые названия: село Никольское [до 1898], город Никольск-Уссурийский [до 1935], Ворошилов [до 1957]) — город в России, административный центр Уссурийского городского округа (до 25 марта 2005 года — района) Приморского края.
Расположен на Приханкайской равнине, в 80 км от Владивостока на реках Комаровке и Раковке, в котловине между сопками. Отдалённая часть города (посёлок сахзавода у Хениной сопки) стоит вблизи левого берега реки Раздольной. Площадь городского округа — примерно 3690 км².
Население — 178 803 чел. (2025), второй по величине город Приморского края (после Владивостока). Уссурийский городской округ — 205 435 чел. (2024). Около 60 % промышленности города приходится на производство продуктов питания.
Основан в 1866 году как село Никольское, которое 3 апреля 1898 года преобразовано в город Никольск-Уссурийский. В 1934—1943 годах являлся административным центром Уссурийской области. Город рассматривается рядом авторов в качестве возможного кандидата на роль столицы Приморского края.
Уссурийск делится на ряд исторических районов, чёткие границы которых не определены: Центральный, район Семи Ветров, Железнодорожная слободка (в народе Слобода), Междуречье, Восход, Посёлок сахарного завода (сахпосёлок), 5-й километр, Доброполье, Хенина сопка и Черняховский (чаще Кирзавод). Также в состав города входят небольшие сёла: Барановское (с полигоном) и посёлок Минеральный.
День города обычно отмечается во вторую субботу сентября.

## Этимология
Основан в 1866 году как село Никольское, названное по церкви, освященной во имя Николая Чудотворца. С 1897 года — город Никольск. В советское время утверждён городом в 1926 году под названием Никольск-Уссурийский. Определение «Уссурийский» дано для отличия от города Никольск в Вологодской области. Это определение лишь косвенно связано с названием реки Уссури, так как город находится примерно в 150 км от неё. Непосредственно причиной его появления послужило неофициальное наименование местности, тяготеющей к этой реке — Уссурийский край. В 1935 г. переименован в Ворошилов по имени советского партийного деятеля К. Е. Ворошилова, а в 1957 году назван Уссурийск.

## История

### Древняя история
Удобное географическое положение, климат и рельеф постоянно привлекали людей в Приханкайскую низменность, в которой находится город Уссурийск. Непосредственно в городской черте найдены палеолитические поселения (40—10 тыс. лет до н. э.) на Илюшкиной и Стрелковой сопках. Неолитические поселения (7—5 тыс. лет до н. э.) и поселения, относящиеся к бронзовому веку (5—4 тыс. лет до н. э.) в городской черте не обнаружены, но их немало в окрестностях города. Поселения железного века (3—1,5 тыс. лет до н. э.) найдены на окраине Барановского гарнизона и у птицефабрики, а также несколько десятков в окрестностях города.
В 698 году на месте будущего Уссурийска было создано средневековое государство Бохай, куда вошли и южные регионы Приморья.Во времена государства Бохай (VII—X вв.) на месте города Уссурийска располагался административный центр провинции Суйбин-до город Суйбин, который был разрушен в 926 году киданями. До падения Суйбин (в некоторых транскрипциях Шуайбинь) славился лошадями, причем за границами государства.
Позже эта местность стала одним из центров восстания чжуржэней против киданьского владычества. После победы чжуржэней и установления династии Цзинь город Суйбин (кит. Шуайбинь) был полностью восстановлен и сильно разросся, также была восстановлена провинция Суйбин-до, площадь которой увеличилась.
Сегодня в Уссурийске сохранились руины двух кремлей этого города, которые рассматриваются как Южно-Уссурийское и Западно-Уссурийское городища. Площадь обоих городищ свыше 100 га. Именно сюда в 1124 г. переселяется Ваньянь Эсыкуй, сподвижник Агуды, основателя империи Цзинь. На соседней Краснояровской сопке располагалась горная крепость Суйбина, площадь которой составляла 37 га. Эту крепость Пусянь Ваньну (наместник восточных провинций, отделившийся от империи в 1215 г. и создавший государство Восточное Ся) расширил до 180 га и сделал своей Верхней столицей, которую назвал Кайюань. Суйбин и Кайюань были захвачены монголами в 1233 году и разрушены. Остатки населения были обращены в рабство и переселены в 1246 году в долину реки Ляохэ монгольским ханом Гуюком. 
Развалины Суйбина нанесли на карту как город Фурдан французские иезуиты Регис, Жарту и Фиделли, составлявшие «Карту Канси» и работавшие на территории Приморья в 1709 году. Позднее материал был передан Жану Батисту д’Анвилю, и в 1734 году город Фурдан впервые появляется на европейской карте, а затем на разных картах этот город встречался вплоть до 1860 года.

### Современная история
Уссурийск был основан в августе 1866 года как село Никольское (в честь св. Николая Чудотворца) 13 семьями, прибывшими на поселение из Астраханской и Воронежской губерний. Из Воронежской губернии была семья Илюшенко. Остальные прибыли из астраханских сёл Ахтуба, Болхуны, Капустино, Чёрный Яр, Красный Яр и Енотаевского уезда. 15 (28) мая 1868 года село было сожжено в ходе «Манзовской войны». Война показала важное расположение села, и генерал-губернатор Михаил Корсаков в июне приказал восстановить село и построить казарму для постоянного размещения гарнизона в составе роты внутри древней крепости. Так родился один из крупнейших гарнизонов современного Приморья. Уже в 1870 г. сюда из Камня-Рыболова переведён штаб 3-го линейного батальона с двумя ротами. В 1871 году в селе построена первая деревянная церковь. В 1880 г. в селе размещаются 3-й и 4-й батальоны только что сформированной 1-й Восточно-Сибирской стрелковой бригады. В 1881 году никольцы обратились к властям с ходатайством о преобразовании села в город. Первая школа — церковно-приходская — открыта в 1883 году. Позднее (1896 г.) к ней было пристроено кирпичное здание (в 1999 году на основе кирпичной пристройки начал создаваться городской музей). В 1893 году открыто движение по Уссурийской железной дороге между Владивостоком и Никольским. По переписи 1897 года в Никольском проживало 8982 человек (7007 лиц мужского пола и 1975 женского).
В соответствии с Высочайше утверждённым положением Комитета Министров «Об образовании в Южно-Уссурийском округе Приморской области города под названием: „Никольск-Уссурийский“» 3 апреля 1898 года село Никольское получило статус города и имя Никольск-Уссурийский. В состав города вошли село Никольское, железнодорожный посёлок станции Кетрицево и выселок Суйфунский. Позже число жителей вновь образованного населённого пункта было пополнено выходцами с Украины, массово переселявшимися на юг дальневосточного региона Российской империи (см. Зелёный Клин).
В апреле 1905 года по приказу генерал-губернатора Р. А. Хрещатицкого в южных и восточных окрестностях города начали возводить 10 редутов и прочие фортификации для обороны города от вероятного нападения японцев.
Один из корреспондентов Иван Иллич-Свитыч[кто?] так описывал г. Уссурийск в 1905 году:

Это большое малорусское село. Главная и самая старая улица — Никольская. Вдоль всей улицы, по обеим сторонам, вытянулись белые мазанки, местами и теперь ещё крытые соломой. В конце города, при слиянии Раковки с Супутинкой, как часто и на коренной Украине, устроен «ставок», подле которого живописно приютился «млынок», так что получалась бы вполне та картина, в которой «старый дид» в одной песне смущает «молоду дивчину» — «и ставок, и млынок, и вишнёвенький садок», если бы этот последний был налицо. Среди русского населения, не считая казаков, малороссы настолько преобладают, что сельских жителей городской, так называемый интеллигентный, называет не иначе, как «хохлами». И действительно, среди полтавцев, черниговцев, киевских, волынских и других украинцев переселенцы из великорусских губерний совершенно теряются, являясь как бы вкраплением в основной малорусский элемент. Базар в торговый день, например, в Никольске-Уссурийском весьма напоминает какое-нибудь местечко в Украине; та же масса круторогих волов, лениво пережёвывающих жвачку подле возов, наполненных мешками муки, крупы, сала, свиных туш и т. п.; та же украинская одежда на людях. Повсюду слышится весёлый, бойкий, оживлённый малорусский говор, и в жаркий летний день можно подумать, что находишься где-нибудь в Миргороде, Решетиловке или Сорочинцах времён Гоголя.— «Зеркало недели». № 42 (263) 23 — 29 октября 1999
В 1916 году в городе было создано Южно-Уссурийское отделение Приамурского отдела Русского географического общества, много лет которое возглавлял А. З. Фёдоров.
В сентябре 1917 года в городе под руководством А. Я. Нейбута состоялась первая Дальневосточная конференция большевиков.
20 февраля 1935 года город был переименован в Ворошилов в честь советского военачальника Клима Ворошилова. 29 ноября 1957 года название города было изменено ещё раз, с этого времени он называется Уссурийск.
До 1980-х годов Уссурийск занимал второе место по численности населения в Приморском крае. Затем уступил это место Находке, но сегодня снова стал вторым городом Приморья.

В 2023 году город серьёзно пострадал от сильных паводков в результате тайфуна «Ханун»: вода прорвала недостроенную семиметровую дамбу на реке Раздольная, более тысячи человек были вынуждены эвакуироваться из подтопленных районов городского округа. Для разбора завалов и устранении последствий тайфуна по заявке правительства Приморья в помощь властям Уссурийского городского округа и территориальным органам МЧС были направлены более 300 военнослужащих Восточного военного округа.

## География

### Часовой пояс
Уссурийск, как и весь Приморский край, находится в часовой зоне МСК+7. Смещение применяемого времени относительно UTC составляет +10:00.

### Климат Уссурийска
Климат Уссурийска умеренный муссонный. Относительная влажность высокая, дожди большей частью обильные, ливневые. Максимум осадков приходится на июль—август. Весна прохладная, часто ветреная. Устойчивые морозы прекращаются в марте. Заморозки прекращаются во второй половине апреля — начале мая. Лето — тёплое и влажное. Самые тёплые месяцы — июль, август. Пик температур приходится на вторую половину июля и первую половину августа, после чего температуры начинают падать. Влияние океана задерживает приход сезонов примерно на месяц, что особенно заметно летом и осенью. Падение температуры в городе осенью происходит медленно, отчасти из-за влияния океана, отчасти из-за южного положения города (широты Краснодарского края). Муссоны в начале осени стихают и устанавливается тёплая ясная погода. Такая осень получила своё название «Золотая дальневосточная». Средняя температура сентября 15—17 градусов и она, в отдельные годы, бывает теплее июня. Первые заморозки наступают в начале октября, а морозная погода устанавливается в ноябре (обычно во второй декаде). Зимы холодные, преимущественно ясные. Снежный покров обычно незначителен. Минимальные температуры преобладают во второй половине декабря и первой половине января. В феврале часты оттепели.
В городе Уссурийске отсутствуют метеостанции из сети Примгидромета, поэтому в таблицах приведены данные ближайшей к городу метеостанции, находящейся в посёлке Тимирязевский Уссурийского городского округа, которые актуальны для низменных районов Уссурийска, расположенных вдоль рек Раковка и Комаровка. Зима здесь одна из наиболее холодных в Приханкайской низменности. Средняя температура января и/или абсолютный минимум в Уссурийске ниже, чем в посёлках Пограничный, Хороль, Камень-Рыболов, Турий Рог и Свиягино. Виной тому блокирующее влияние хребта Сихотэ-Алинь. Зимой студёный воздух из Сибири стекает в речную пойму и упирается в сопки, что приводит к частичной задержке, застою и дополнительному охлаждению пришедшей воздушной массы. Солнечными днями суточная амплитуда температуры составляет 15-20 °С, например, в феврале после ночного мороза в −20 °С днём воздух может прогреться до плюсовых значений, что сближает Уссурийск с межгорными котловинами, в частности, с селом Чугуевка. В переходный период, в апреле и октябре, континентальность климата быстро убывает. С мая по сентябрь зимний муссон сменяется летним восточно-азиатским муссоном . Морской воздух преодолевает Сихотэ-Алинь, оставляя на склонах гор часть влаги, спускается в Приханкайскую низменность, разогреваясь по пути, и распространяется дальше на северо-запад. По этой причине лето в Уссурийске продолжительнее, теплее и суше, чем во Владивостоке. Суточные амплитуды температуры уменьшаются до 5-10 °С.
Всемирная метеорологическая организация приняла решение о необходимости расчёта двух климатических норм: климатологической стандартной и опорной. Климатологическая стандартная норма обновляется каждые десять лет, опорная норма охватывает период с 1961 г. по 1990 г..
- Абсолютный максимум температуры: 37,8 °С.
- Абсолютный минимум температуры: −45,5 °С.
- Период активной вегетации (среднесуточная T > 10 °C) за всё время наблюдений (1911—2021 гг.): 6 мая — 6 октября (153 дн.); сумма активных температур за этот период — 2373 °С.
- Относительная влажность воздуха: 72 % (от 63 % в апреле до 83 % в июле).
- Средняя скорость ветра — 3,1 м/с[31].

| Показатель                                                                             | Янв.  | Фев.  | Март  | Апр.  | Май  | Июнь | Июль | Авг. | Сен. | Окт. | Нояб. | Дек.  | Год   |
| -------------------------------------------------------------------------------------- | ----- | ----- | ----- | ----- | ---- | ---- | ---- | ---- | ---- | ---- | ----- | ----- | ----- |
| Абсолютный максимум, °C                                                                | 6,1   | 12,8  | 23,2  | 30,7  | 35,9 | 36,8 | 37,8 | 37,4 | 32,3 | 26,1 | 18,0  | 10,3  | 37,8  |
| Абсолютный минимум, °C                                                                 | −45,1 | −45,5 | −36,6 | −18,7 | −4,2 | 0,9  | 5,0  | 2,5  | −4,8 | −14  | −34,7 | −40,4 | −45,5 |
| Источник: агрометеорологическая станция «Тимирязевский» Уссурийского городского округа |       |       |       |       |      |      |      |      |      |      |       |       |       |

| Показатель                                                                             | Янв. | Фев.  | Март | Апр. | Май  | Июнь | Июль | Авг. | Сен. | Окт. | Нояб. | Дек.  | Год |
| -------------------------------------------------------------------------------------- | ---- | ----- | ---- | ---- | ---- | ---- | ---- | ---- | ---- | ---- | ----- | ----- | --- |
| Средняя температура, °C                                                                | −17  | −11,5 | −2,1 | 6,4  | 12,3 | 16,7 | 20,6 | 21,1 | 15,8 | 7,8  | −2,9  | −13,4 | 4,5 |
| Норма осадков, мм                                                                      | 9    | 9     | 19   | 35   | 71   | 74   | 113  | 125  | 79   | 61   | 30    | 16    | 641 |
| Источник: агрометеорологическая станция «Тимирязевский» Уссурийского городского округа |      |       |      |      |      |      |      |      |      |      |       |       |     |

| Показатель                                                                             | Янв.  | Фев.  | Март | Апр. | Май  | Июнь | Июль | Авг. | Сен. | Окт. | Нояб. | Дек. | Год |
| -------------------------------------------------------------------------------------- | ----- | ----- | ---- | ---- | ---- | ---- | ---- | ---- | ---- | ---- | ----- | ---- | --- |
| Средняя температура, °C                                                                | −17,9 | −13,7 | −3,2 | 5,8  | 11,9 | 15,9 | 20,0 | 20,8 | 15,0 | 7,0  | −3,4  | −14  | 3,7 |
| Норма осадков, мм                                                                      | 7     | 12    | 15   | 40   | 51   | 81   | 92   | 133  | 105  | 52   | 38    | 11   | 637 |
| Источник: агрометеорологическая станция «Тимирязевский» Уссурийского городского округа |       |       |      |      |      |      |      |      |      |      |       |      |     |

| Показатель                                                                             | Янв. | Фев. | Март | Апр. | Май | Июнь | Июль | Авг. | Сен. | Окт. | Нояб. | Дек. |     |
| -------------------------------------------------------------------------------------- | ---- | ---- | ---- | ---- | --- | ---- | ---- | ---- | ---- | ---- | ----- | ---- | --- |
| Средняя влажность, %                                                                   | 70   | 68   | 63   | 63   | 69  | 80   | 83   | 82   | 78   | 70   | 68    | 70   | 72  |
| Средняя скорость ветра, м/с                                                            | 1,9  | 2,4  | 3,4  | 4,3  | 4,5 | 4,2  | 3,7  | 2,9  | 2,5  | 2,9  | 2,7   | 2,1  | 3,1 |
| Источник: агрометеорологическая станция «Тимирязевский» Уссурийского городского округа |      |      |      |      |     |      |      |      |      |      |       |      |     |

| Солнечное сияние, часов за месяц. | Солнечное сияние, часов за месяц. | Солнечное сияние, часов за месяц. | Солнечное сияние, часов за месяц. | Солнечное сияние, часов за месяц. | Солнечное сияние, часов за месяц. | Солнечное сияние, часов за месяц. | Солнечное сияние, часов за месяц. | Солнечное сияние, часов за месяц. | Солнечное сияние, часов за месяц. | Солнечное сияние, часов за месяц. | Солнечное сияние, часов за месяц. | Солнечное сияние, часов за месяц. | Солнечное сияние, часов за месяц. |
| Период                            | Янв                               | Фев                               | Мар                               | Апр                               | Май                               | Июн                               | Июл                               | Авг                               | Сен                               | Окт                               | Ноя                               | Дек                               | Год                               |
| 1991—2020 гг.                     | 186                               | 190                               | 221                               | 205                               | 213                               | 208                               | 195                               | 201                               | 218                               | 204                               | 168                               | 162                               | 2371                              |
| До 1966 г.                        | 169                               | 168                               | 185                               | 175                               | 176                               | 186                               | 191                               | 190                               | 194                               | 188                               | 153                               | 147                               | 2122                              |
| --------------------------------- | --------------------------------- | --------------------------------- | --------------------------------- | --------------------------------- | --------------------------------- | --------------------------------- | --------------------------------- | --------------------------------- | --------------------------------- | --------------------------------- | --------------------------------- | --------------------------------- | --------------------------------- |

## Население
Согласно переписи населения 2021 года (официально — 2020), городское население Уссурийска на 1 октября 2021 года составило 180 393 человека, население городского округа (включающего, кроме Уссурийска, сёла Воздвиженку и Новоникольск) — 205 862 человека.
| 1868     | 1879     | 1882     | 1891     | 1892     | 1895     | 1897     | 1899     | 1906     | 1907     | 1908     |
| -------- | -------- | -------- | -------- | -------- | -------- | -------- | -------- | -------- | -------- | -------- |
| 289      | ↗670     | ↘400     | ↗1697    | ↗1866    | ↗10 379  | ↗10 868  | ↗13 231  | ↗20 127  | ↗49 108  | ↗52 182  |
| 1909     | 1910     | 1912     | 1913     | 1914     | 1915     | 1917     | 1923     | 1926     | 1929     | 1931     |
| ↘29 124  | ↗34 578  | ↗34 718  | ↗36 075  | ↗46 667  | ↘28 988  | ↗39 004  | ↘30 905  | ↗35 344  | ↗38 386  | ↗45 000  |
| 1933     | 1937     | 1939     | 1956     | 1959     | 1967     | 1970     | 1971     | 1972     | 1973     | 1974     |
| ↗60 000  | ↗65 926  | ↗71 867  | ↗101 000 | ↗104 310 | ↗124 000 | ↗128 235 | ↗131 000 | ↗135 000 | ↗138 000 | ↗142 000 |
| 1975     | 1976     | 1979     | 1980     | 1981     | 1982     | 1983     | 1984     | 1985     | 1986     | 1987     |
| ↗143 000 | ↗145 000 | ↗146 782 | ↗148 000 | ↗149 000 | ↗150 000 | ↗152 000 | ↗156 000 | →156 000 | ↘153 000 | ↗158 000 |
| 1989     | 1990     | 1991     | 1992     | 1993     | 1994     | 1995     | 1996     | 1997     | 1998     | 1999     |
| ↗158 016 | ↘158 000 | ↗160 000 | ↗161 000 | ↗162 000 | →162 000 | ↘161 000 | ↘160 000 | ↗161 000 | ↘158 000 | ↗158 400 |
| 2000     | 2001     | 2002     | 2003     | 2004     | 2005     | 2006     | 2007     | 2008     | 2009     | 2010     |
| ↘157 300 | ↘155 700 | ↗157 759 | ↗157 800 | ↘157 100 | ↘156 000 | ↘154 800 | ↘153 900 | ↘153 421 | ↗153 604 | ↗158 004 |
| 2011     | 2012     | 2013     | 2014     | 2015     | 2016     | 2017     | 2018     | 2019     | 2020     | 2021     |
| ↘157 954 | ↗161 841 | ↗165 072 | ↗166 819 | ↗168 137 | ↗168 598 | ↗170 660 | ↗172 017 | ↗173 165 | ↗173 640 | ↗180 393 |
| 2023     | 2024     | 2025     |          |          |          |          |          |          |          |          |
| ↘179 862 | ↗179 936 | ↘178 803 |          |          |          |          |          |          |          |          |

На 1 января 2025 года по численности населения город находился на 104-м месте из 1124 городов Российской Федерации.

## Экономика
Уссурийск — крупный железнодорожный узел на Транссибирской железнодорожной магистрали. В городе имеются: Уссурийский локомотиворемонтный завод — крупное предприятие, ремонтирующее локомотивы для нужд РЖД и промышленных предприятий,
Имеются предприятия пищевой промышленности (ликёро-водочный завод), заводы машиностроительной промышленности, предприятия по пошиву одежды и кожаной обуви, строительной индустрии, кислородный завод, мебельная фабрика, картонный комбинат. Завод холодильников (в советское время выпускались холодильники марки «Океан») перепрофилирован на выпуск бытовой и радиоэлектронной аппаратуры, преимущественно из южнокорейских комплектующих.
Предприятие «Приморская соя» (бывший уссурийский МЖК) осуществляет переработку сои и производит растительное масло и шрот. При переработке сои получается очень мало масла и очень много шрота, потому что шрот — главный продукт переработки. На Дальнем Востоке и даже в Сибири недостаточный объём потребления соевого шрота, это регионы, слабо развитые с точки зрения животноводства..
Объём отгруженных товаров собственного производства, выполнено работ и услуг собственными силами по обрабатывающим производствам за 2009 год на 7,27 млрд рублей.
В окрестностях города стоит не достроенная с советских времён ТЭЦ, строительство которой было заброшено во время перестройки. Позже интерес властей к проекту вернулся и за постройку решили взяться всерьёз. По заявлениям администрации Уссурийская ТЭЦ расчётной мощностью около 360 МВт позволит ликвидировать дефицит электроэнергии в регионе. Однако перспектива использования угля из Павловского разреза для работы ТЭЦ вызвала опасение как у экологов, так и у местных жителей (поскольку местный уголь содержит очень много токсичных веществ и угрожает разрушением местной экосистеме). В сентябре 2013 году обсуждалось предложение о работе станции на газе, но губернатор края Владимир Миклушевский заявил, что выгоднее будет использовать местный уголь, так как его запасов хватит на 100 лет, а также это стимулирует угледобывающую отрасль края. Тем не менее, с 2016 года была начата работа по строительству газопроводов высокого давления, позволивших в дальнейшем подключить газовую инфраструктуру города к газотранспортной системе «Сахалин-Хабаровск-Владивосток». С 2020 года в Уссурийске на природный газ были переведены семь котельных округа (котельные № 13, 19, 25, 24 и 27, 40 и 66), локомотиворемонтный завод, а также жилые дома микрорайонов «Радужный» и «Слобода». С 2023 года Уссурийск стал участником федерального проекта «Чистый воздух».

## Транспорт
Железнодорожный вокзал города — станция Уссурийск Дальневосточной железной дороги. Вокзал обслуживает как электропоезда (до Владивостока и Ружино), так и междугородные поезда.
Федеральная трасса А370 «Уссури» связывает город с Хабаровском и Владивостоком. К 2012 году построена объездная дорога (обход Уссурийска, минуя село Михайловка). Город получил третий выезд на трассу М60 (по ул. Чичерина и Раковская). С уссурийского автовокзала отправляются междугородние автобусы во многие районы и населённые пункты края, а также ряд городов провинций Цзилинь и Хэйлунцзян Китайской народной республики.
Развита сеть внутригородского и пригородного общественного транспорта. Крупными городскими транспортными компаниями являются «Дилижанс», «Исток» и городская автоколонна «1273». Пригородные маршруты осуществляют регулярные рейсы в Новоникольск, Михайловку, Раковку и другие сёла УГО.

## Общество
Образование и наука

Общее образование обеспечивается 26 учебными заведениями: школами № 3, 4, 6, 8, 11, 13, 14, 15, 16, 17, 22, 24, 25, 27, 28, 30, 31, 32, 130, 131, 134 и гимназиями № 29 и 133, школами-интернатами № 2 и 29, а также Суворовским военным училищем. Дополнительное образование детей обеспечивают центр детского творчества, детско-юношеская спортивная школа, станция юных техников, станция юных натуралистов, детская художественная школа и детская школа искусств.
В Уссурийске имеется Школа педагогики в составе Дальневосточного федерального университета (бывший Уссурийский государственный педагогический институт), Приморская государственная сельскохозяйственная академия, Приморский институт железнодорожного транспорта, Уссурийский медицинский колледж, Уссурийский аграрный техникум, Дальневосточный технический колледж, филиал Владивостокского государственного университета экономики и сервиса, Уссурийский филиал Владивостокского гуманитарно-коммерческого колледжа, Приморское краевое училище культуры, а также ряд других средних учебных заведений. Кроме того, в городе есть Суворовское военное училище, Дальневосточный межрегиональный учебный центр ФСИН России.
В окрестностях города — Приморский научно-исследовательский институт сельского хозяйства, горнотаёжная станция ДВО РАН, заповедник имени Комарова, «Служба Солнца» ДВО РАН — самая восточная астрономическая обсерватория России.
Здравоохранение
В городе четыре больницы (городская, инфекционная, психиатрическая и железнодорожная), шесть поликлиник, а также несколько десятков частных клиник.
В Уссурийске находится 439 военный госпиталь Министерства обороны Российской Федерации.

## Средства массовой информации

### Печатные СМИ
- Уссурийская городская информационно-аналитическая газета «Коммунар». Первый номер вышел 15 сентября 1930 года (статья в газете «Коммунар» от 27 июня 2013 года). Дополнительные издания: «Коммунар плюс», еженедельник «Всякая Всячина», интернет-версия.
- Еженедельная газета «Уссурийские новости», в приложении публикуются решения городской Думы и постановления главы Уссурийского городского округа.

### Телевидение
До середины 1980-х годов в Уссурийске не было телевизионного ретранслятора, жители принимали телепередачи Владивостокского телецентра с телебашни на сопке Орлиная (1-й и 2-й частотный каналы).
На май 2021 года в Уссурийске вещает 7 метровых и дециметровых каналов в аналоговом формате, ведутся передачи первого и второго мультиплекса цифрового телевидения в стандарте DVB-T2.

## Культура и искусство
В городе — два театра (драматический театр им. Комиссаржевской и драматический театр Восточного военного округа), Дом художников, городской музей.
Также в городе имеется кинотеатр «Россия», Центр культуры и досуга «Искра», Дворец культуры «Дружба» (бывш. клуб УЛРЗ), ДК «Юность» и молодёжный центр «Горизонт». Уссурийский государственный цирк — первый капитальный цирк на Дальнем Востоке, однако он не работает по техническим причинам.
В Уссурийске работают художественная и музыкальная школы. А ещё в Уссурийске есть свой телевизионный канал «Телемикс».
С Никольском-Уссурийским в годы гражданской войны связаны героические события жизни беспризорника Кешки, главного героя книг Николая Картавого «Беспризорник Кешка и его друзья», «Кешка партизан».

## Архитектура и достопримечательности
Уссурийск имеет поперечную схему уличной сети, сложившуюся в дореволюционную эпоху. Имеется памятник эпохи средневековья — каменные изваяния черепах XII века (устанавливались на могилах лиц императорской фамилии Чжурчжэньского государства, олицетворяя долговечность). Ещё одна черепаха, первоначально находившаяся рядом с первой, сейчас находится в Хабаровском краеведческом музее; ей посвящена книга советского археолога Виталия Ларичева, который установил, что она была надгробием чжурчженьского полководца Эсыкуя (1080—1148 гг.), принадлежавшего к клану Ваньянь (完颜), основавшему династию Цзинь. Археологические раскопки в городе продолжаются.
В городе представлена как дореволюционная, так и современная архитектура. Бо́льшая часть города была застроена в эпоху СССР, поэтому город имеет типовую плановую застройку и не отличается разнообразием архитектуры.
В старом центре города ещё сохраняется историческая застройка конца XIX — начала XX века. К числу сооружений царской эпохи относятся храм Покрова Пресвятой Богородицы (1907), бывшая женская гимназия и др.
В советские времена большое внимание уделялось развитию региона, в связи с чем город рос и застраивался. Город застраивался в основном однотипными домами и почти утратил свой колорит.
В наше время развитие оригинальной архитектуры получило широкие возможности. Возрождение духовности привело к строительству нового храма на ул. Комарова (сдан в 2010 году). В городе идёт жилищное строительство. Возрождается национальная архитектура.
Жилой фонд города в главном массиве представлен в основном 3-5 этажными домами, на периферии преобладает одно- двухэтажная застройка.
В 2011 году ко Дню города в Уссурийске рядом с городским «Водоканалом» был установлен памятник водопроводчику. В отличие от аналогичных памятников в Омске или Братиславе, уссурийский слесарь стоит на постаменте в полный рост.
В южных окрестностях города строится Русский исторический парк «Изумрудная Долина».
Уссурийск — бывший шахтёрский город. Добыча каменного угля на Ворошиловском угольном разрезе начата в 1932 году, в 1961 г. все шахты были закрыты. В посёлке Восход (микрорайон Уссурийска) установлен памятник «Вечная память уссурийским шахтёрам».
На территории города на левом берегу реки Раздольной находится памятник археологии федерального значения — Южно-Уссурийское городище VIII—XII вв..

## Военные объекты
- В Уссурийске до сентября 2012 года дислоцировалась 14-я отдельная бригада специального назначения (ОБрСпН) ГРУ генерального штаба Вооружённых Сил Российской Федерации Дальневосточного военного округа.
- Расположено учебное заведение МО РФ — Уссурийское суворовское военное училище. В этом училище с 1959 года проходил обучение полковник ГРУ Квачков, Владимир Васильевич.
- Также в городе расположены: штаб 5-й армии (в районе старого города), — он располагается в здании, являющемся памятником архитектуры, военная прокуратура, военный суд. До недавних пор в городе было расположено УВВАКУ[119] — одно из двух военных автомобильных училищ (второе было расположено в Челябинске, закрыто в 2010 г.), оно было закрыто в рамках демилитаризации[120].
- Непосредственно в его окрестностях расположено довольно много воинских частей и военный аэродром «Воздвиженка».
- В Уссурийске расположена 83 ОДШБР.

## Города-побратимы
- Муданьцзян, Китай (12 апреля 1993)